# Crinum arenarium
Crinum arenarium är en amaryllisväxtart som beskrevs av Herb.. Crinum arenarium ingår i släktet Crinum, och familjen amaryllisväxter. Inga underarter finns listade i Catalogue of Life.

## Bildgalleri

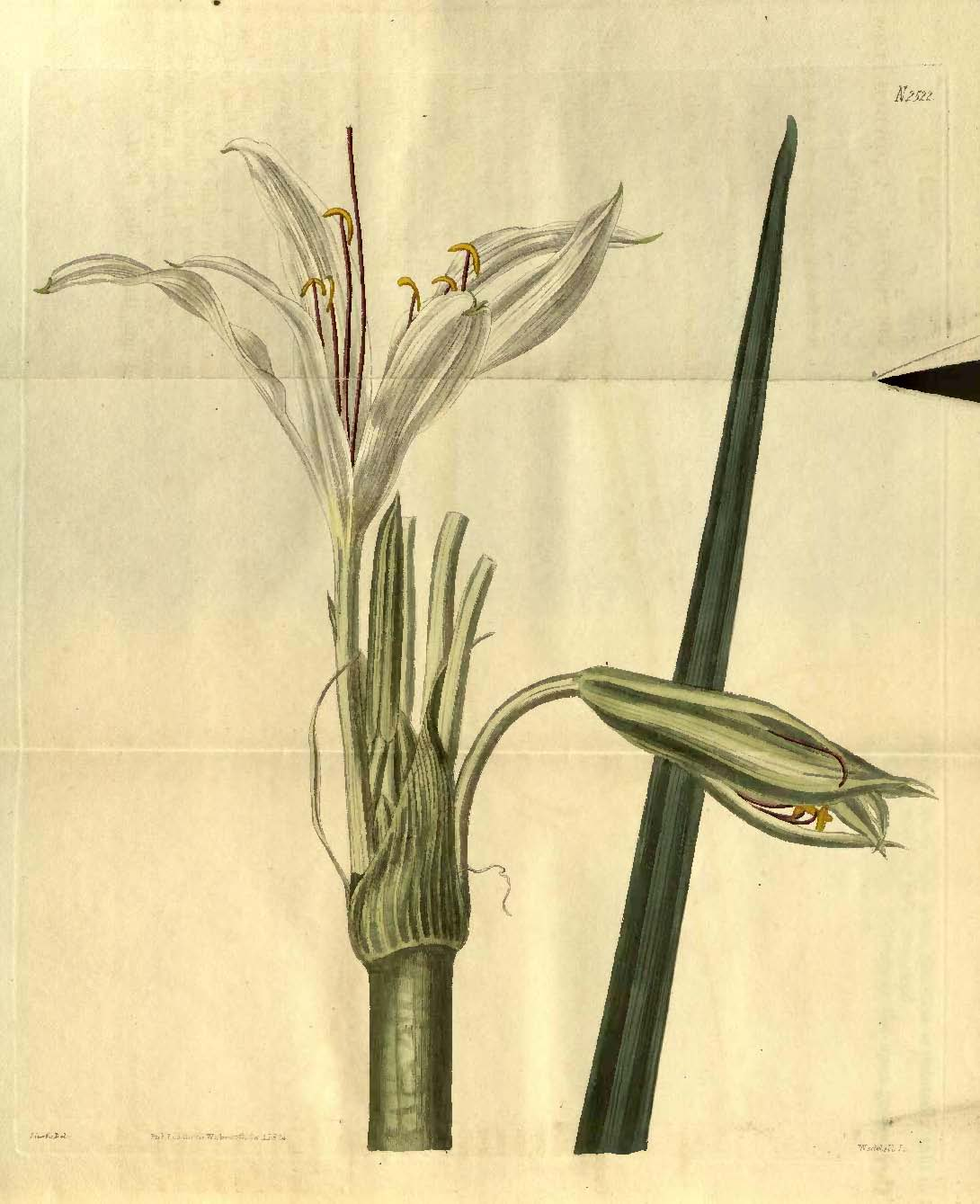